# Ury Benador
Ury Benador (numele său real fiind Simon Moise Grinberg) (n. 1 mai 1895, comuna Milișăuți, județul Suceava – d. 23 noiembrie 1971, București) a fost un prozator român de origine evreiască.
A scris romane și nuvele, cu subiecte din lumea evreiască (Apassionata, Ghetto veac XX), cea a marii finanțe evreiești și române din perioada interbelică (Gablonz, magazin universal), de asemenea câteva piese de teatru. Romanul Subiect banal a fost considerat de critica literară drept cea mai reușită operă a sa. A tradus din Hans Scherfig.

## Biografie

### Copilărie și tinerețe
Ury Benador s-a născut la data de 1 mai 1895, în comuna Milișăuți (pe atunci în districtul Rădăuți, Ducatul Bucovinei din Cisleitania (Coroana Austriei) în Imperiul Austro-Ungar, astăzi în județul Suceava) din România, primind la naștere numele ebraic de Simha  Moshe Grünberg sau în documentele oficiale, Simon Moise Grünberg.  A copilărit la Mihăileni, Botoșani, fiind expus atmosferei spirituale a iudaismului hasidic, iar mai târziu s-a mutat cu familia la Brăila. Părinții săi erau evrei săraci: tatăl, Moise Friedl Grünberg era croitor și scriitor în limba idiș, iar mama era Liba născută Schmidt. Din lipsă de bani nu a putut Simon Grünberg să-și termine studiile liceale și a devenit un autodidact,  lucrând de foarte tânăr în diverse munci ocazionale. După cum a  povestit în amintirile sale, părinții  voiseră ca el să meargă la ieșiva pentru a deveni rabin, însă el prefera sa devină fotograf. Primele sale creații literare în limba idiș le-a publicat în revista „Der Hamer” în anul 1916.  
A continuat și mai târziu să scrie în idiș, până în anii 1940, dar majoritatea scrierilor sale le-a scris în limba română.  A folosit multe pseudonime:Adam. S. Benador, apoi Simon Schmidt, după numele de familie al mamei, Ben-Hador (în ebraică: fiul generației); Zanwl Bașon. În cele din urmă a devenit Ury Benador.

### Activitatea în anii interbelici
Debutul său literar în românește a avut loc în anul 1924 la Iași în revista Lumea literară. A colaborat la diverse publicații. 
Romanul Ghetto veac XX (1934) l-a făcut cunoscut, apăsând pe ideea că spiritul de discriminare rasială se păstrează în lumea burgheză modernă și că el continuă să oblige populația evreiască la o existență izolată. Spre deosebire de Isac Peltz, Ury Benador pune accentul pe tradițiile religioase și culturale iudaice, dând romanului o factură etnografică. De asemenea, predomină aici și discuțiile de ordin filozofico-social, eroul principal al romanului, ziaristul Baruch Landau fiind un intelectual care face tot timpul reflecții cu privire la problemele iudaismului, realizând o adevărată inventariere a acestora. Traiectoria lui Landau, personaj probabil apropiat de caracterul și dilemele identitare ale autorului, a fost marcată de mai multe stații ideologice: cercul socialist muncitoresc din Brăila, in care a activat scriitorul român Panait Istrati, cercurile sioniste și apoi cele bundiste. Cartea conține câteva pasaje admirative față de viața pionierilor sioniști în Palestina și a fost considerată de unii critici români, precum Pompiliu Constantinescu, o carte „pătrunsă de spirit mesianic, credința sionistă și problematica evreiască singulară”. „Ghetto veac XX” a fost prima parte a unei tetralogii plănuite de Benador, în care următoarele volume au fost „Mâl și beznă”, „Urcuș în gol” și „Marea Roșie”. Capitole din aceste romane au apărut mai întâi în reviste, precum magazinele evreiești Hasmonea, Adam și Renașterea. Benador a obișnuit vreme de 14 ani să modifice diverse părți din romanele sale pentru a le adapta la ideologiile și opiniile dominante în diversele perioade.
Nuvela Appasionata are inspirație hasidică și muzicală, cu referire la Beethoven,  iar scurtul roman analitic Subiect banal (1935) are ca subiect confesiunea agitată a unui bărbat - Ludwig Holdengraber - pe care-l obsedează verificarea faptului dacă soția sa Hilda este în stare să-l înșele sau nu. Plină de introspecții nemiloase, nuvela dezvăluie faptul că această experiență a provocat practic adulterul. Romanul Hilda (1935) expune același caz, dar din punct de vedere al femeii.

### Anii regimului fascisto-militar
Adoptând o atitudine oportunistă, în anii 1941-1944 Benador s-a pus in slujba Centralei evreiești înființate de regimul Antonescu și a scris în organul acesteia, Gazeta Evreească. În anii de prigoană contra evreilor și de munci forțate și deportări, articolele sale chemau pe evrei să dea donații pentru armata germană, să se înroleze voluntari la curățirea străzilor de zăpadă, fiindcă „munca este sănătoasă pentru corp” etc.

### Anii puterii comuniste
După ce comuniștii au preluat puterea în România, Benador a devenit unul din purtătorii de cuvânt ai Comitetului Democratic Evreiesc, instrument într-o anumită vreme al represiunii culturale și politice pe ulița evreiască. În buletinele acestui comitet, a scris zeci de articole aprige împotriva sionismului, lepădându-se cu totul de idei și simpatii din trecut. Unii din sioniștii arestați și aruncați în închisoare în anii stalinismului în România l-au suspectat sau chiar învinovățit de delațiune. Ulterior, în anumite „Confesiuni literare” publicate în 1970 în revista România literară a încercat să-și disculpe opțiunile oportuniste prin manipularea sa de către curva numită „istorie”  
În perioada comunistă, Benador a publicat romanul Gablonz, magazin universal (1961) în care a adus  din nou în prim-plan lumea ghetoului, dar prin prizma unei vehemente critici și caricaturizări a burgheziei evreiești de altădată. Pe urmele volumului de nuvele  Preludiu la Beethoven din anul 1940, în 1964 a publicat o biografie romanțată a lui Beethoven, Beethoven omul.
Un timp, Benador a făcut parte din conducerea Uniunii Scriitorilor din România. Între anii 1950-1955, a fost secretar al Teatrului Evreiesc de Stat din București.
Ury Benador a decedat la data de 23 noiembrie 1971, la  București.
A avut trei copii: două fiice și un fiu.

## Opere publicate

### Piese de teatru
în idiș:
- 1907 - Mloche - Mamluche (Meserie - împărăție)
- Nefilat Hahomot (Căderea zidurilor) sub pseudonimul Simon Schmidt) - reprezentat în 1919  de o trupă evreiască de amatori din Brăila[2]
- 5 acte (Ed. Minerva, Brăila, 1925)

### Povestiri
- Appasionata (Ed. Alcalay, București, 1935)
- Preludiu la Beethoven (Ed. N.C., București, 1940)

### Romane
- Ghetto veac XX (Ed. Alcalay, București, 1934)
- Subiect banal (Ed. Alcalay, București, 1935)
- Hilda (Ed. Cugetarea, București, 1935)
- Final grotesc (1940)
- Gablonz Magazin universel (E.P.L., București, 1961)
- Beethoven, omul (E.P.L., București, 1964)